# Dozwil
Dozwil je obec ve Švýcarsku, v kantonu Thurgau.
V roce 2011 zde žilo 648 obyvatel.